# 57-й отдельный зенитный артиллерийский дивизион ПВО

Памятник зенитчикам 57-го озад ПВО
в Краснодаре

57-й отдельный зенитный артиллерийский дивизион противовоздушной обороны страны (57-й озад ПВО) — воинская часть СССР, принимавшая участие в Великой Отечественной войне.

## Создание
Дивизион сформирован (развёрнут) 3 июня 1941 года в Нежине на базе зенитных подразделений 47-го отдельного стрелкового батальона, охранявшего 63-й окружной склад боеприпасов. Личный состав дивизиона пополнился за счёт призванных на военные сборы военнообязанных запаса — граждан Украинской ССР, преимущественно Черниговской области. Транспорт поступил из народного хозяйства по мобилизации, в основном, изношенный, требующий капитального ремонта. Накануне войны дивизион входил в состав Харьковской зоны ПВО страны.
На 30 сентября 1941 года на вооружении дивизиона было 4 76-мм зенитных орудия образца 1931 года, 8 37-мм зенитных орудий образца 1939 года, 4 зенитных пулемётных установок ЗПУ-М4 образца 1931 года (счетверённых «максимов» на автомобилях), 556 винтовок и карабинов, а также авиаакустические и зенитные прожекторные установки, 39 автомобилей и 13 тракторов. Численность личного состава дивизиона составляла 578 военнослужащих, в том числе комсостав — 39, политсостав — 8, младший начсостав (сержанты и старшины) — 62, рядовой состав — 469.

## Боевые действия
В Действующей Армии во время Великой Отечественной войны — с 22 июня 1941 по 29 сентября 1943 года и с 5 июня 1944 по 9 января 1945 года.

### 1941 год
В начальный период войны дивизион выполнял задачу по ПВО 63-го окружного склада боеприпасов в Нежине. 1-я батарея и зенитно-пулеметная рота дивизиона заняли огневые позиции в 7-30 утра 22.06.41г., 2-я батарея — в 19-45 24.06.41г., по возвращении из лагерей у г. Остёр.
22 июня 1941 года зенитчики дивизиона вступили в свой первый бой с авиацией противника; 25 июня, на четвёртый день войны, отражая массированные налёты на город, железнодорожный узел, военные объекты, сбили первый самолёт противника.
8 сентября по железной дороге через Прилуки, Ромодан, Красноград дивизион передислоцирован в Горловку, где находился до конца сентября, обеспечивая ПВО военных и промышленных объектов города. Всего за период июнь-сентябрь 1941 года дивизион сбил 4 и подбил 2 самолёта противника, не допустив бомбардировок обороняемых объектов.
В конце сентября 1941 года передислоцирован в Мариуполь с задачей ПВО Приазовского металлургического комплекса. 1-я батарея дивизиона обеспечивала ПВО завода «Азовсталь», 2-я батарея — ПВО завода им. Ильича. 5 и 6 октября отражал массированные налёты авиации противника на город, сбив при этом 3 самолёта противника.
8 октября 1941 года, выполняя задачу по ПВО металлургического комплекса, дивизион оказался в окружении наземными войсками противника — передовыми частями моторизованной бригады СС «Лейбштандарт СС Адольф Гитлер» и 13-й танковой дивизии, внезапно захватившими не подготовленный к обороне город. В уличных боях 8-9 октября в Мариуполе дивизион, находясь в окружении, подбил 4 танка противника и уничтожил до двух рот пехоты. Из города выходил с боями под огнём противника. Потери личного состава дивизиона составили 141 человек — 25 % личного состава, в том числе 9 убитыми, 4 тяжелоранеными, 43 пленными, 85 пропавшими без вести. Были также потери в технике и в вооружении. В боях с наземными войсками в Мариуполе особо отличились красноармейцы Писаренко Георгий Васильевич и Щербак Семён Артёмович. Пулемётчик Писаренко Г. В. уничтожил офицера и группу автоматчиков, подбил два танка. Продолжал вести огонь, пока пулемётная установка не была разбита миномётным огнём противника, дважды раненый вышел из окружения в свою часть. Красноармеец Щербак С. А., тоже пулемётчик, связкой гранат подорвал танк (возможно, штурмовое орудие), второй связкой гранат уничтожил группу автоматчиков, пытавшихся взять его в плен, и погиб сам. Оба красноармейца награждены орденами Красной Звезды.
10-17 октября дивизион защищал Таганрог. Обороняя аэродром, 1-я батарея сбила 1 самолёт противника («Мессершмитт Bf.110»). 17 октября батальоны «Лейбштандарта СС Адольф Гитлер» прорвали оборону советских войск севернее Таганрога, ворвались в город и отрезали пути отхода войскам, находящимся в городе, в том числе 57-му озад ПВО. Дивизион 17-18 октября выходил из окружения с боями, под интенсивным обстрелом, прорываясь к Ростову-на-Дону. Под Таганрогом в боях с наземными войсками дивизион уничтожил до 100 солдат и офицеров противника, два автомобиля (один из них — штабной), один миномётный и один пулемётный расчёт, захватил и сдал после выхода из окружения командованию штабные документы противника. В этих боях особо отличились разведчики лейтенанта Лучникова Сергея Герасимовича. Потери дивизиона 17 октября 1941 года в боях под Таганрогом составили 164 человека, из них 152 пропавшими без вести, 10 тяжелоранеными и 2 убитыми. Были также потери в вооружении и в технике. 17 человек рядового состава в сентябре-октябре дезертировало.
В конце октября дивизион дислоцировался в районе города Шахты, обеспечивая ПВО армейских частей и переправы через р. Северский Донец в районе хутора Бронницкий.
В ноябре-декабре 1941 года выполнял задачи армейских средств ПВО, обеспечивая противовоздушную оборону войск 9-й армии Южного фронта севернее Ростова-на-Дону в районе Новошахтинска, Персиановки, Генеральского.

### 1942 год
В январе-июне 1942 года выполнял задачи по противовоздушной обороне войск Южного фронта на реке Миус в районах восточнее Матвеева-Кургана и в полосе действия 56-й армии — в районах восточнее Таганрога, Самбека.
В июле 1942 года в составе войск 56-й армии отступал до Ростова-на-Дону, отражая удары авиации противника в районе Петровское, Ростова-на-Дону, станиц Ольгинская, Кагальницкая. В этот период дивизион сбил 2 и подбил 4 самолёта противника.
В начале августа в составе войск 56-й армии отступил до Краснодара.
9-12 августа в Краснодаре, выполняя задачи по противовоздушной обороне переправ через Кубань, дивизион вёл оборонительные бои с наземными войсками противника в районе Яблоновской (у железнодорожного моста) и в районе Пашковской переправ. При этом 9 августа 1942 года в бою у железнодорожного моста 2-я батарея дивизиона огнём зенитной артиллерии уничтожила 2 танка, подбила 1 танк и уничтожила до 25 автоматчиков противника. В этом бою геройски погибли командир орудия старший сержант Решетников Григорий Николаевич и почти весь его расчёт орудия, поразивший 3 танка. Все бойцы этого расчёта награждены правительственными наградами.
До конца августа принимал участие в боях с авиацией и наземными войсками противника в районе станицы Псекупской (Саратовской) и Горячего Ключа, подвергаясь бомбардировкам с воздуха, обстрелам дальнобойной артиллерии, неся значительные потери личного состава и вооружения.
В начале сентября отведён с линии фронта в тыл, на Черноморское побережье Кавказа в село Джубга. Здесь дивизион получил кратковременную передышку и пополнился личным составом и вооружением из состава 593-го озад 56-й армии.
В середине сентября дивизион своим ходом по шоссе вдоль Черноморского побережья передислоцировался в район сёл Вишнёвка, Тихоновка (южнее Туапсе) с задачей ПВО штаба 18-й Армии и мостов на реке Аше. Во второй половине сентября отражал частые налёты на мосты и дорогу Сочи-Туапсе, подвергаясь ударам с воздуха. 29 сентября подбил 1 самолёт — пикирующий бомбардировщик Ю-88.
В конце сентября передислоцировался через Туапсе в район Шаумянского перевала и занял боевые позиции в с. Шаумян с задачей ПВО войск 18-й Армии, оборонявших перевал.
4-15 октября в ходе наступления на Туапсинском направлении, авиация противника проявляла максимальную активность, выполняя 500—600 самолётовылетов ежедневно. На Шаумянском перевале позиции советских войск ежедневно подвергались ударам с воздуха. В эти дни, отражая систематические массированные налёты авиации противника, зенитные батареи 57-го озад ПВО неоднократно подвергались атакам с воздуха, несмотря на регулярную смену огневых позиций. Находясь под постоянным обстрелом и бомбовыми ударами, неся потери личного состава и вооружения, дивизион успешно отражал налёты авиации, — в октябре месяце сбил 8 бомбардировщиков (2 Ю-87, 3 Ю-88 и 3 Me-110) и подбил ещё 11 самолётов противника.
До конца декабря дивизион продолжал выполнять задачи армейских средств ПВО, прикрывая части Черноморской группы войск Закавказского фронта на Туапсинском направлении в районе Шаумянского перевала. Огневые позиции батарей располагались среди боевых порядков войск в горах, в районе селений Гойтх, Георгиевское, Анастасиевка.

### 1943 год
В январе 1943 года дивизион дислоцировался в Дефановке, обеспечивая ПВО частей Черноморской группы войск, наступающих на Горячий Ключ.
В начале февраля в районе станицы Усть-Лабинской обеспечивал ПВО переправ через Кубань.
9—12 февраля подразделения дивизиона по правому берегу Кубани наступали на Краснодар с задачей обеспечения ПВО стрелковых частей и с готовностью отражения возможных контратак противника. Принимали участие в боях за освобождение станиц Воронежская, Васюринская, Старокорсунская, Пашковская, 12 февраля вступили в Краснодар.
13-14 февраля дивизион передислоцирован под Новороссийск, в Кабардинку, для обеспечения ПВО войск 18-й десантной армии, части которой, высадившись у Мысхако, захватили плацдарм, известный как «Малая земля».
С апреля и до конца сентября выполнял задачи по ПВО тыла Северо-Кавказского фронта. Оборонял военные объекты на территории города Краснодара, отражая с апреля по июнь 1943 года, в период авиационного сражения на Кубани, частые налёты на город. Оборонял также аэродромы базирования фронтовой авиации под Краснодаром, станицами Пашковская и Восточная. В Краснодаре пополнился личным составом.
30 мая 1943 года отражал массированный налёт более 100 самолётов на Краснодар. В ходе боя бомбардировщик противника спикировал и сбросил на огневую позицию 2-й батареи 4 бомбы. От прямого попадания погиб расчёт зенитной пулемётной установки, многие зенитчики получили ранения и контузии. Бомбардировщик, сбросивший бомбы на позицию батареи, был сбит зенитным огнём дивизиона. На этом месте 9 мая 1973 года установлен памятник — зенитное орудие на постаменте.
В октябре, после завершения Битвы за Кавказ, дивизион проходил переформирование. 
 Изменился штатный состав дивизиона, на вооружение поступили 85-мм зенитные орудия, личный состав пополнился необстрелянными воинами. Новую материальную часть получал в Пензе, куда был передислоцирован в начале ноября.
В ноябре-декабре дивизион, находясь в составе войск Восточного фронта ПВО, наряду с обучением личного состава, освоением новой техники и вооружения, выполнял задачи по недопущению пролётов разведывательной авиации противника над районами Среднего Поволжья.

### 1944 год
В январе-мае вновь сформированный 57-й озад ПВО находился в Приволжском военном округе, обеспечивая защиту воздушного пространства региона от возможных действий разведывательной авиации противника.
В июне-декабре 57-й озад ПВО снова в Действующей Армии. Обеспечивал в ходе стратегической операции ВВС США «Френтик» противовоздушную оборону аэродрома 169-й (советско-американской) авиабазы особого назначения под Миргородом.
22—23 июня отражал массированный ночной налёт 115—120 бомбардировщиков Люфтваффе на обороняемый аэродром под Миргородом. В ходе этого налёта советская ПВО не сбила ни одного самолёта противника.

### 1945 год
10 января 1945 года, после завершения операции «Френтик» и убытия американцев, дивизион переведён в Крым на выполнение спецзадания.
В феврале дислоцировался в Ливадии, обеспечивая противовоздушную оборону Ялтинской конференции.
9 мая 1945 года (окончание Великой Отечественной войны) встретил в Крыму, находясь в Резерве Ставки Верховного Главнокомандования.
В боях с Японией в августе 1945 года участия не принимал.

## Итоги боевых действий
По данным штаба 57-го озад ПВО, за период с июня 1941 года по сентябрь 1943 года, дивизион сбил 19 и подбил 18 самолётов противника, уничтожил 2 танка, подбил 5 танков и бронемашин, уничтожил 2 автомобиля, 1 миномётный и 1 пулемётный расчёты, а также около 350 солдат и офицеров противника.
За этот же период 49 солдат и офицеров дивизиона награждены орденами и медалями Советского Союза.

## Подчинение
| Дата       | Фронт (округ)             | Группа войск (зона ПВО)   | Армия                      | Корпус ПВО     | Район ПВО (дивизия ПВО)               | Примечания                            |
| ---------- | ------------------------- | ------------------------- | -------------------------- | -------------- | ------------------------------------- | ------------------------------------- |
| 22.06.1941 | Харьковский военный округ | Харьковская зона ПВО      | -                          | -              | Конотопский бригадный район ПВО       | -                                     |
| 01.10.1941 | Южный фронт               | -                         | -                          | -              | Запорожский бригадный район ПВО       | -                                     |
| 01.12.1941 | Южный фронт               | -                         | 9-я армия                  | -              | -                                     | -                                     |
| 01.01.1942 | Южный фронт               | -                         | -                          | -              | -                                     | отдельная часть фронтового подчинения |
| 01.07.1942 | Южный фронт               | -                         | 56-я армия                 | -              | -                                     | -                                     |
| 01.08.1942 | Северо-Кавказский фронт   | -                         | 56-я армия                 | -              | -                                     | -                                     |
| 01.10.1942 | Закавказский фронт        | Черноморская группа войск | -                          | -              | -                                     | -                                     |
| 01.02.1943 | Закавказский фронт        | Черноморская группа войск | 56-я армия                 | -              | -                                     | -                                     |
| 01.03.1943 | Северо-Кавказский фронт   | Черноморская группа войск | -                          | -              | -                                     | -                                     |
| 01.04.1943 | Северо-Кавказский фронт   | -                         | -                          | -              | -                                     | отдельная часть фронтового подчинения |
| 01.10.1943 | -                         | -                         | -                          | -              | -                                     | переформирование                      |
| 01.11.1943 | Западный фронт ПВО        | -                         | -                          | -              | Северо-Кавказский корпусной район ПВО | -                                     |
| 01.12.1943 | Восточный фронт ПВО       | -                         | -                          | -              | -                                     | отдельная часть фронтового подчинения |
| 01.01.1944 | Приволжский военный округ | -                         | -                          | -              | -                                     | -                                     |
| 01.07.1944 | Южный фронт ПВО           | -                         | -                          | 6-й корпус ПВО | -                                     | -                                     |
| 01.01.1945 | Юго-Западный фронт ПВО    | -                         | -                          | -              | 87-я дивизия ПВО                      | -                                     |
| 01.02.1945 | Резерв Ставки ВГК         | -                         | Отдельная Приморская армия | -              | -                                     | -                                     |
| 01.08.1945 | Таврический военный округ | -                         | -                          | -              | -                                     | -                                     |

## Состав
Штатный состав и вооружение дивизиона за годы войны существенно изменялись. На 30.12.42г. численность личного состава дивизиона (штат 08/138) составляла 293 чел. (197 ряд., 65 мл.нач.состав, 31 нач.состав); на вооружении было 6 орудий 76-мм, 2 ЗПУ, 10 зенитных пулемётов, 1 ПУАЗО, 1 дальномер, 30 автомобилей и 7 тракторов. В июне 1944 года на вооружении было 12 зенитных орудий 85-мм и 3 зенитных пулемёта ДШК 12,7-мм.

## Командиры
Командиры дивизиона:
- Салимоненко Андрей Филиппович, капитан (в 1942 майор), — c июня 1941 по декабрь 1942; переведён на должность командира 1333-го зенап.
- Сумцов Илларион Павлович, майор, — с декабря 1942 по март 1943; переведён на должность командира 1351-го артполка. 27.04.43 убит, похоронен в Абинске на воинском кладбище.
- Паталаха Александр Сергеевич, капитан (в 1944—1945 майор), — c марта 1943.

## Память
- Музей боевой славы 57-го озад ПВО в МБОУ-лицее № 4 г. Краснодара.
- Экспозиция музея мемориала «Пядь земли» в с. Шаумян Туапсинского района Краснодарского края.
- Памятник зенитчикам 57-го озад ПВО Архивная копия от 16 января 2014 на Wayback Machine в Краснодаре.[~ 3]
- В 2019 году, Решением городской Думы Краснодара от 29.08.2019 №80, МБОУ-лицею № 4 города Краснодара было присвоено имя 57-го отдельного зенитно-артиллерийского дивизиона ПВО.[8]

## Комментарии
1. ↑  Кроме 57-го озад ПВО в годы Великой Отечественной войны в Вооружённых Силах Советского Союза имелось ещё несколько отдельных зенитных артиллерийских дивизионов под номером 57:
  - 57-й озад 57-й танковой дивизии
  - 57-й озад 11-й гвардейской кавалерийской дивизии
  - 57-й озад в составе 11-й армии
  - 57-й озад МЗА Воронежско-Борисоглебского дивизионного района ПВО
  - 57-й озад противовоздушной обороны Черноморского флота
  - 57-й озад противовоздушной обороны Тихоокеанского флота
  - 57-й озад Дунайской военной флотилии.
2. ↑  В 1942—1944 годах 57-й озад ПВО относился к «артиллерии Резерва Главного Командования», поэтому к наименованию дивизиона «57-й озад ПВО» добавлялось «АРГК» или «РГК».
3. ↑  Памятник открыт 9 мая 1973-го года. Находится на ул. Ставропольской, 149 Архивировано 16 января 2014 года.. Архитектор — О. А. Демьяненко. 
 85-мм зенитная пушка, установленная на постаменте в честь воинов-зенитчиков 57-го озад ПВО, оборонявших и освобождавших Краснодар в 1942-43 гг. На мраморной плите постамента — перечень фамилий погибших в Краснодаре зенитчиков и текст: «Воинам 57 отд. зенитного артиллерийского дивизиона, павшим в боях с немецко-фашистскими захватчиками при защите Краснодара». Именно на этом месте 30 мая 1943 года, отражая удар авиации противника, геройски погиб пулемётный расчёт 57-го озад ПВО.